# 陳道曾
陳道曾，字端诚，福建晋江人，明朝政治人物。陈章应之孙。
永樂十五年（1417年），福建丁丑乡试中舉。永樂十六年（1418年）联捷戊戌科進士，改户科給事中，后授吴县教谕，升瑞州府教授，迁无为州学正，死於任內。